# Келлі Гаррінгтон
Келлі Гаррінгтон (англ. Kellie Harrington; нар. 11 грудня 1989) — ірландська боксерка, дворазова олімпійська чемпіонка, чемпіонка світу, Європи та Європейських ігор.

## Любительська кар'єра
Чемпіонат світу 2016
- 1/16 фіналу:Перемогла Аустею Айчіюте (Литва) — 3-0
- 1/8 фіналу:Перемогла Сінді Рожж (Німеччина) — 3-0
- 1/4 фіналу:Перемогла Заріну Тсолоєву (Казахстан) — 3-0
- 1/2 фіналу:Перемогла Сару Калі (Канада) — 3-0
- Фінал:Програла Ян Венлу (Китай) — 0-2

Чемпіонат Європи 2018
- 1/8 фіналу:Перемогла Катерину Гумлову (Чехія) — 5-0
- 1/4 фіналу:Перемогла Юлію Циплакову (Україна) — 4-1
- 1/2 фіналу:Програла Мірі Потконен (Фінляндія) — 1-4

Чемпіонат світу 2018
- 1/8 фіналу:Перемогла Трой Гартон (Нова Зеландія) — 5-0
- 1/8 фіналу:Перемогла Лайшрам Деві (Індія) — 3-2
- 1/4 фіналу:Перемогла Каролін Вейр (Канада) — 5-0
- 1/2 фіналу:Перемогла Каріну Ібрагімову (Казахстан) — 5-0
- Фінал:Перемогла Сісонді Судапорн (Таїланд) — 3-2

Європейські ігри 2019
- 1/4 фіналу:Перемогла Ірму Тесту (Італія) — 4-1
- 1/2 фіналу:Перемогла Агнес Алексюссон (Швеція) — 5-0
- Фінал:Програла Мірі Потконен (Фінляндія) — WO

Олімпійські ігри 2020
- 1/8 фіналу:Перемогла Ребекку Ніколі (Італія) — 5-0
- 1/4 фіналу:Перемогла Імане Хеліф (Алжир) — 5-0
- 1/2 фіналу:Перемогла Сісонді Судапорн (Таїланд) — 3-2
- Фінал:Перемогла Беатріс Феррейру (Бразилія) — 5-0

Чемпіонат Європи 2022
- 1/16 фіналу:Перемогла Гамадуш Майва (Франція) — 5-0
- 1/8 фіналу:Перемогла Озер Гізем (Туреччина) — 4-1
- 1/4 фіналу:Перемогла Вітвел Шона (Англія) — 3-2
- 1/2 фіналу:Перемогла Садику Доньєту (Косово) — 5-0
- Фінал:Перемогла Ленку Бернардову (Чехія) — 0-5

Європейські ігри 2023
- 1/16 фіналу:Перемогла Мірославу Єдінакову (Словаччина) — 4-1
- 1/8 фіналу:Перемогла Аліду Хочарян (Вірменія) — 5-0
- 1/4 фіналу:Перемогла Агнес Алексюссон (Швеція) — 4-1
- 1/2 фіналу:Перемогла Естель Мосселі (Франція) — 5-0
- Фінал:Перемогла Наталію Шадріну (Сербія) — 5-0

На чемпіонаті Європи 2024 програла в першому бою Наталії Шадріній (Сербія).
Олімпійські ігри 2024
- 1/8 фіналу:Перемогла Алессію Месіано (Італія) — 5-0
- 1/4 фіналу:Перемогла Анджі Вальдес (Колумбія) — 5-0
- 1/2 фіналу:Перемогла Беатріс Феррейру (Бразилія) — 3-2
- Фінал:Перемогла Ян Венлу (Китай) — 4-1